# Anne de Joyeuse
Pour les articles homonymes, voir Joyeuse.
Anne de Joyeuse, 1er duc de Joyeuse, est un chef militaire des guerres de Religion et un favori du roi Henri III, né fin 1560, probablement au château de Joyeuse (dans le Vivarais), et tué le 20 octobre 1587 à la bataille de Coutras.
Membre de la maison de Joyeuse, il porta le titre de baron d'Arques, baron-héréditaire de Languedoc, vicomte puis duc de Joyeuse. Pendant les années 1581-1587, il est avec le duc d'Épernon l'un des deux plus proches collaborateurs du roi, dont la proximité lui valut d'être qualifié d'archimignon. Il fut amiral de France et gouverneur de Normandie.

## Biographie
Né en 1560 peut-être au château de Joyeuse où son père séjourna pendant le mois de septembre (ou au château de Couiza, où sa famille s'installe en 1552, ou à Avignon selon Pierre de Vaissière), il est le fils de Guillaume de Joyeuse et de Marie de Batarnay. Il est filleul du connétable Anne de Montmorency. Il a quatre frères : Henri, futur comte du Bouchage et frère mineur capucin, François, futur archevêque de Narbonne et cardinal, Antoine Scipion et Claude. Il est en outre cousin de Diane de Poitiers par son grand-père Imbert de Batarnay.
Il fréquente le collège de Navarre, à Paris, à partir d'août 1572, après avoir étudié au collège de Toulouse et suivi les cours de Théodore Marcile et George Critton.
À partir de 1577, il accompagne son père en campagne contre les huguenots en Languedoc et en Auvergne. Il fait ses armes aux côtés d'Henri Gibert de la Guyardière et dans la compagnie des cent hommes d'armes. Il est alors appelé à la cour. En 1579, il reçoit le commandement d'une compagnie d'ordonnance du roi puis devient gouverneur du mont Saint-Michel. En 1580, il participe au siège de La Fère (il y fut blessé).

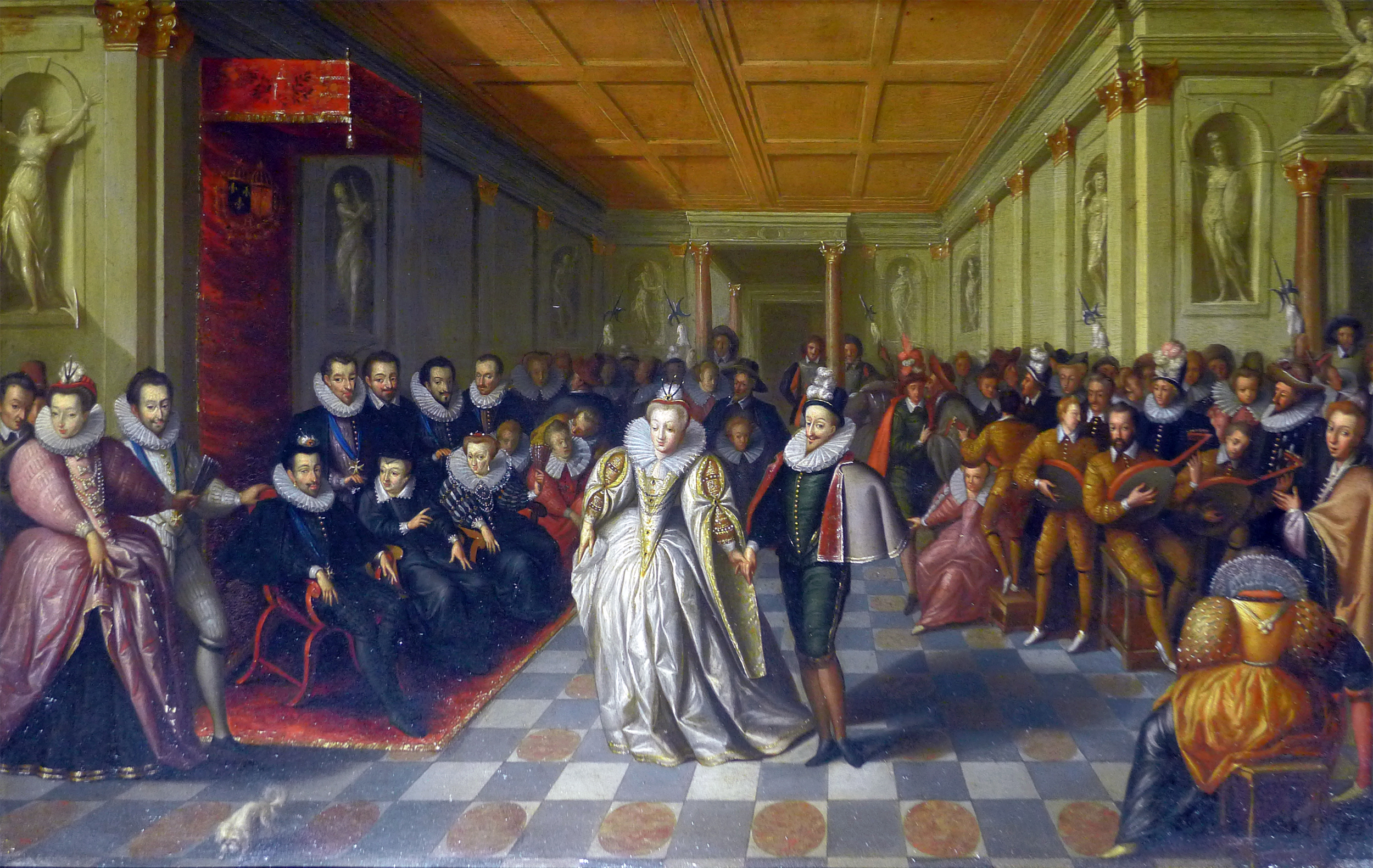
Pavane à la cour d'Henri III, école française, musée du Louvre. On a longtemps cru que ce tableau représentait les noces d'Anne de Joyeuse, mais cette interprétation est maintenant écartée.

Parmi les favoris, il est selon Mainbourg ( Histoire de la Ligue): "le moins odieux de tous", " doux, obligeant, civil, bienfaisant envers tout le monde"
Il devient le favori du roi Henri III qui le comble de faveurs : le 18 septembre 1581, il épouse Marguerite de Lorraine-Vaudémont (1564-1625), fille de Nicolas de Lorraine, duc de Mercœur, et de Jeanne de Savoie-Nemours, et demi-sœur de la reine de France. C'est un mariage inégal entre une princesse issue d'une Maison souveraine étrangère et un gentilhomme français. Les époux reçoivent à leur mariage plus de 300 000 écus du roi. En août, la vicomté de Joyeuse est érigée en duché-pairie avec préséance sur tous les autres ducs et pairs excepté les princes du sang. Le roi lui offre également la terre et seigneurie de Limours.
Les lettres d'érection de la Vicomté de Joyeuse en Duché-Pairie, précisent que Guillaume, père d'Anne lui avait fait don des terres de Joyeuse, et que l'attachement des Joyeuse à la couronne remonte à Charles VII et Louis XI, Louis II de Joyeuse ayant épousé Jeanne de Bourbon, fille du Roi (il a en fait épousé Jeanne Louvet, sœur de Marie Louvet femme du bâtard d'Orléans, comte de Dunois), Henri III érige Joyeuse en Duché-Pairie au bénéfice de " notre cher et bien-aimé cousin Annet de Joyeuse".
À l'occasion de ces noces fut donné, le 15 octobre 1581, le premier grand ballet de cour français, qui parut l'année suivante sous le titre de Ballet comique de la Royne. À la demande de la reine Louise de Lorraine-Vaudémont, le chorégraphe Balthazar de Beaujoyeulx avait conçu un spectacle de cinq heures mêlé de danse, de chant et de déclamation. La musique est due à Jacques Salmon (né en 1545) et à Girard de Beaulieu, tandis que Nicolas Filleul de La Chesnaye en écrivit les textes, et Jacques Patin (décédé en 1587) en avait conçu les décors et costumes. À l'origine dansé par la reine et les dames de la cour, l'œuvre est considérée comme un des ancêtres directs de la forme opéra, qui apparaîtra quelques années plus tard en Italie, avec Euridice de Jacopo Peri (année 1600).
Anne de Joyeuse est nommé grand-amiral de France le 1er juin 1582 et promu chevalier de l'ordre du Saint-Esprit le 31 décembre. Le 24 février 1583, il est nommé gouverneur de Normandie. En 1584, il devient gouverneur du Havre. La même année, à la mort du duc d'Anjou, il reçoit le gouvernement du duché d'Alençon et son frère du Bouchage celui d'Anjou. En 1585, il suit difficilement les hésitations du roi entre Henri de Navarre et la Ligue.

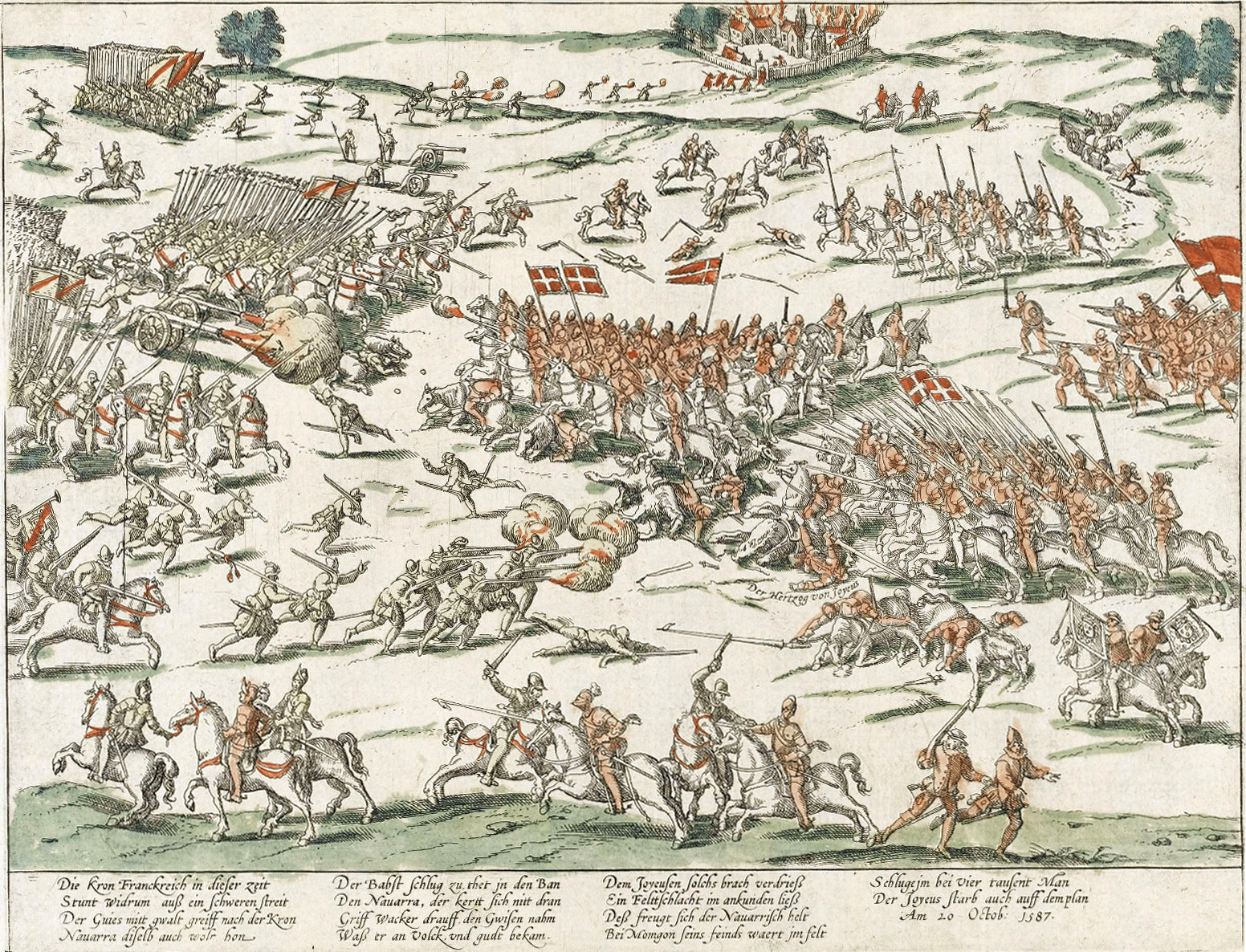
Bataille de Coutras, où fut tué le duc de Joyeuse, gravure coloriée de Frans Hogenberg.

Anne de Joyeuse commande une expédition contre les protestants en Poitou, mais il s'aliène la bienveillance d'Henri III en faisant massacrer 800 huguenots à La Mothe-Saint-Héray, le 21 juin 1587 (dit « massacre de Saint-Éloi »).
Reçu froidement à la cour, il croit échapper à la disgrâce royale en repartant combattre les troupes du roi Henri de Navarre (futur Henri IV, roi de France). À la tête de 1 000 hommes, le duc de Joyeuse part vers le Velay, la Limagne où il doit lever de l'argent et des denrées, il occupe Brioude, puis attaque des places fortes (château de Malzieu), des villes (Marvejols) qui sont mises à sac. Il se laisse attirer par le roi de Navarre et, le 20 octobre 1587, il attaque les troupes protestantes à Coutras (Gironde), mais son infanterie et sa cavalerie sont décimées. Anne de Joyeuse se constitue prisonnier, mais il est reconnu et tué d'un coup de pistolet.
Ses funérailles furent célébrées à Paris en l'église des Grands Augustins. Il est enterré à Montrésor (Indre-et-Loire).
Parmi les 2 000 morts catholiques, se trouve également le jeune frère d'Anne, Claude de Joyeuse, seigneur de Saint-Sauveur (1569–1587), également inhumé à Montrésor.